# Eckhardt Bogda
Eckhardt Bogda (* 1935 in Lauenburg) ist ein deutscher Schauspieler, Regisseur und Hörspielsprecher.

## Leben
Der im Jahr 1935 geborene Eckhardt Bogda besuchte von 1960 bis 1963 die Staatliche Schauspielschule Berlin. In mehreren Produktionen der DDR-Filmgesellschaft DEFA und des Fernsehens der DDR stand er vor der Kamera. Für den Rundfunk der DDR wirkte er als Hörspielsprecher.
Seit dem Jahr 1975 leitete er das mehrfach ausgezeichnete Arbeitertheater des Berliner Glühlampenwerks im Kombinat NARVA, bis zu dessen Kündigung durch den Trägerbetrieb im Jahr 1990.
Von 1984 bis 1990 war Eckhardt Bogda als Abgeordneter des Kulturbunds der DDR Stadtbezirksverordneter in Berlin-Mitte. In der Volksbühne Berlin war er Mitglied der Konfliktkommission.

## Filmografie
- 1965: Der Reserveheld
- 1977: Polizeiruf 110: Die Abrechnung
- 1982: Dein unbekannter Bruder
- 1983: Zille und ick
- 1975: Die Wildente (Theateraufzeichnung)
- 1977: Polizeiruf 110: Variante Tramper
- 1992: Wolffs Revier (Fernsehserie, 1 Episode)
- 1992: Gute Zeiten, schlechte Zeiten (Fernsehserie, 1 Episode)
- 1999–2013: Der Landarzt (Fernsehserie, 36 Episoden)
- 2001: Streit um drei (Gerichtsshow, 1 Episode)
- 2002: Löwenzahn (Fernsehserie, 1 Episode)
- 2006: Der letzte Zeuge (Fernsehserie, 1 Episode)

## Theater

### Schauspieler
- 1967: Jewgeni Schwarz: Der Drache (Drache) – Regie: Dieter Steinke (Bühnen der Stadt Nordhausen)
- 1972: Erich Köhler: Der Geist von Cranitz (Parteiarbeiter) – Regie: Fritz Marquardt (Volksbühne Berlin)
- 1972: Alfred Matusche: Kap der Unruhe (Arbeiter) – Regie: Christoph Schroth (Volksbühne Berlin)
- 1974: Regina Weicker: Die Ausgezeichneten – Regie: Ernstgeorg Hering (Volksbühne Berlin – Sternfoyer)
- 1974: Hans Lebrecht: Villa Matuschek oder die quälenden Wände – Regie: Karlheinz Liefers/Klaus-Dieter Müller (Volksbühne Berlin – Grüner Salon)
- 1974: Francisco Pereira da Silva: Speckhut – Regie: Manfred Karge / Matthias Langhoff (Volksbühne Berlin)
- 1975: Carlo Gozzi: Das schöne grüne Vögelchen – Regie: Helmut Straßburger/Ernstgeorg Hering (Volksbühne Berlin)
- 1975: Heiner Müller: Die Schlacht. Szenen aus Deutschland – Regie: Manfred Karge/Matthias Langhoff (Volksbühne Berlin)
- 1977: Armin Stolper nach Michail Bulgakow: Aufzeichnungen eines Toten – Regie: Helmut Straßburger/Ernstgeorg Hering (Volksbühne Berlin)
- 1980: Heiner Müller: Der Bau – Regie: Fritz Marquardt (Volksbühne Berlin)
- 1980: Carl Sternheim: Perleberg – Regie: Carl-Hermann Risse (Volksbühne Berlin – Roter Salon)
- 1981: Molière: Der Geizige (Diener) – Regie: Werner Tietze (Volksbühne Berlin)
- 1981: Alfred Döblin: Berlin Alexanderplatz – Regie: Helmut Straßburger/Ernstgeorg Hering (Volksbühne Berlin)
- 1981: Ferdinand Bruckner: Die Verbrecher – Regie: Werner Tietze (Volksbühne Berlin)
- 1982: Konstantin Simonow: Das sogenannte Privatleben (Xenias Lebensgefährte) – Regie: Werner Tietze (Volksbühne Berlin – Theater im 3. Stock)
- 1984: Gerhart Hauptmann: Schluck und Jau – Regie: Siegfried Höchst/Gert Hof (Volksbühne Berlin)
- 1984: Paul Gratzik: Die Axt im Haus (Mitbrigadier) – Regie: Harald Warmbrunn (Volksbühne Berlin – Theater im 3. Stock)
- 1984: Albert Wendt: Prinzessin Zartfuß und die sieben Elefanten – Regie: Werner Tietze (Volksbühne Berlin – Theater im 3. Stock)
- 1985: Gerhart Hauptmann: Die Ratten – Regie: Helmut Straßburger/Ernstgeorg Hering (Volksbühne Berlin)
- 1985: Kinderrevue: Der verzauberte Weihnachtsmann (Hexe) – Regie: ? (Friedrichstadt-Palast Berlin)
- 1987: Heiner Müller: Leben Gundlings Friedrich von Preussen Lessings Schlaf Traum Schrei – Regie: Helmut Straßburger/Ernstgeorg Hering (Volksbühne Berlin – Theater im 3. Stock)
- 1987: Gerhart Hauptmann: Der rote Hahn (Gendarm Schulze) – Regie: Helmut Straßburger/Ernstgeorg Hering (Volksbühne Berlin)
- 1988: Ödön von Horváth: Glaube Liebe Hoffnung (Präparator) – Regie: Henry Hübchen (Volksbühne Berlin – Theater im 3. Stock)
- 1989: Ulrich Plenzdorf nach Tschingis Aitmatow: Zeit der Wölfe – Regie: Siegfried Höchst  (Volksbühne Berlin)
- 1989: Alexander Tscherwinski nach Michail Bulgakow: Hundeherz – Regie: Horst Hawemann (Volksbühne Berlin)
- 1990: Johann Wolfgang von Goethe: Clavigo (Guilbert) – Regie: Henry Hübchen (Volksbühne Berlin – Theater im 3. Stock)
- 1990: Jewgeni Schwarz: Rotkäppchen (Bär) – Regie: Helmut Straßburger/Ernstgeorg Hering (Volksbühne Berlin)
- 1991: Alexei Schipenko: La Fünf in der Luft – Regie: Mira Erzeg (Volksbühne Berlin – Theater im 3. Stock)
- 1993: Pierre Barillet/Jean-Pierre Gredy: Die Kaktusblüte – Regie Jürgen Wölffer (Tournee des Theaters am Kurfürstendamm)
- 1995: Jaques Deval: Keine Angst vor der Hölle, Isabelle? – Regie Jürgen Wölffer (Tournee des Theaters am Kurfürstendamm)
- 2003: Gerhart Hauptmann: Der Biberpelz – Regie: Marten Sand (Tourneetheater Euro-Studio Landgraf)

### Regisseur
- 1976: Kurt Bartsch/Henry Krtschil: Der Bauch (Arbeitertheater Narva in der Volksbühne Berlin – Parkettcafé)
- 1980: Helmut Baierl: Die Feststellung (Arbeitertheater Narva in der Volksbühne Berlin – Foyer)
- 1982: Aristophanes: Lysistrata (Arbeitertheater Narva in der Volksbühne Berlin – Theater im 3. Stock)
- 1984: Claude Prin: Zeremoniell um einen Kampf (Arbeitertheater Narva in der Volksbühne Berlin – Theater im 3. Stock)
- 1988: Walter Jens: Der Untergang (Arbeitertheater Narva in der Volksbühne Berlin – Theater im 3. Stock)
- 1990: Kurt Bartsch: Die Goldgräber (Arbeitertheater Narva in der Volksbühne Berlin – Theater im 3. Stock)

## Hörspiele
- 1972: Kai Himmelstrup: The Dandalions (Anton) – Regie: Helmut Hellstorff (Hörspiel, 2 Teile – Rundfunk der DDR)
- 1973: Wesselana Manafowa: Der Trabant der Altea (Tomi) – Regie: Albrecht Surkau (Kinderhörspiel – Rundfunk der DDR)
- 1975: Boris Golubew: Jene Zeit (Tschudik) – Regie: Peter Groeger (Kinderhörspiel – Rundfunk der DDR)
- 1976: Istvan Forgase: Gyula Derkovits, ein ungarischer Maler – Regie: Peter Groeger (Hörspiel – Rundfunk der DDR)
- 1984: Alexander Puschkin: Die Schwanenprinzessin – Regie: Karlheinz Liefers (Kinderhörspiel – Rundfunk der DDR)
- 1985: Wilhelm Hauff: Die Bettlerin vom Pont des Arts – Regie: Karlheinz Liefers (Kinderhörspiel – Rundfunk der DDR)
- 1985: Joachim Knauth: Bellebelle - oder Der Ritter Fortuné – Regie: Karlheinz Liefers (Kinderhörspiel – Rundfunk der DDR)
- 1985: Volkstext: Prinz Miklos und die Einzigschöne (1. Und 2. Pferd) – Regie: Rainer Schwarz (Kinderhörspiel – Rundfunk der DDR)
- 1987: Mike Walker: Im Interesse der Öffentlichkeit – Regie: Peter Groeger (Hörspiel – Rundfunk der DDR)
- 1987: Kathrin Aehnlich: Verwunschen – Regie: Eveline Fuhrmeister (Kinderhörspiel/Kurzhörspiel – Rundfunk der DDR)
- 1989: Gerhard Rentzsch: Augenblickchen. Szenen vom Lande (Mr. Dunhill) – Regie: Karlheinz Liefers (Hörspiel, 1. Teil – Rundfunk der DDR)
- 1990: Thomas Rosenlöcher: Herr Kurzmeier wächst noch (Auto II) – Regie: Karlheinz Liefers (Kinderhörspiel – Rundfunk der DDR)
- 1991: Václav Havel: Die Benachrichtigung (Jirka) – Regie: Karlheinz Liefers (Hörspiel – Funkhaus Berlin)
- 1993: Ricarda Bethke / Peter Bethke: Wie Gott Odin der Riesin Gundula den Geistsaft raubt (Chor) – Regie: Karlheinz Liefers (Kinderhörspiel – DS Kultur)

## Auszeichnungen
- Medaille für Verdienste im künstlerischen Volksschaffen der Deutschen Demokratischen Republik[6]